# Dave Mackay (1980)
Dave Mackay (Rutherglen, 2 mei 1980) is een Schotse voetballer (verdediger) die sinds 2009 voor de Schotse eersteklasser St. Johnstone FC uitkomt. Voordien speelde hij onder meer voor Dundee FC en Livingston FC. 